# Болдырев, Николай Ксенофонтович
Николай Ксефонтович Болдырев (1856 — ?) — генерал-майор Российской императорской армии. Участник русско-турецкой, русско-японской и Первой мировой войн, во время Восточно-Прусской операции, командовал 58-й пехотной дивизией.

## Биография
Родился 23 апреля (5 мая) 1856 года. После окончания Воронежской классической гимназии, 2 сентября 1875 года поступил на службу в Российскую императорскую армию. Военное образование получал в Николаевском кавалерийском и Николаевском инженерном училищах; был выпущен в чине прапорщиком гвардии со старшинством с 22 мая 1877 года и направлен служить лейб-гвардии Финляндский полк. Принимал участие в русско-турецкой войне.
Подпоручик (ст. 16.04.1878); поручик (ст. 17.04.1883); штабс-капитан (ст. 05.04.1887); капитан (ст. 30.08.1891).
С 1 сентября 1889 года по 1 сентября 1898 года был преподавателем гимнастики в 1-м Петербургском реальном училище.
В полковники был произведён со старшинством с 6 декабря 1896 года. С 16 апреля 1902 года командовал 144-м пехотным Каширским полком
Участвовал в русско-японской войне. В 1907 году «за отличие» был произведён в генерал-майоры со старшинством с 15 января 1907 года. С 15 января 1907 года по 21 мая 1910 года занимал должность командира 2-й бригады 4-й Восточно-Сибирской стрелковой дивизии, а с 21 мая 1910 года по 19 июля 1914 года был командиром 1-й бригады 1-й пехотной дивизии
Был участником Первой мировой войны: 19 июля 1914 года был назначен командующим 56-й пехотной дивизией. Принимал участие в Восточно-Прусской операции. По личным обстоятельствам был уволен со службы 8 октября 1914 года.

## Награды
- Орден Святой Анны 4-й степени (1878);
- Орден Святого Станислава 3-й степени с мечами и бантом (1878);
- Орден Святой Анны 3-й степени с мечами и бантом (1878);
- Орден Святой Анны 2-й степени (1896);
- Орден Святого Владимира 3-й степени (1903);
- Орден Святого Станислава 1-й степени (1911);